# Édouard Charton
Édouard Charton (Sens, 11 maggio 1807 – Versailles, 27 febbraio 1890) è stato un pubblicista e politico francese.

## Biografia

### I primi anni
È un avvocato, iscritto al foro di Parigi nel 1827, non esercita questa professione per la quale sembra avere avuto un'autentica avversione e continua a collaborare, come al tempo dei suoi studi, ai bollettini di due società, la Société pour l'Instruction élémentaire e la Société de la Morale chrétienne. È all'interno di queste società filantropiche che capisce l'importanza dell'istruzione, scopre i problemi sociali e si forma delle idee che conserverà per tutta la vita. Si unisce ai sansimoniani nel 1829, e dopo un passaggio alla redazione del giornale Le Globe, diventato nel 1830 Le Journal de la doctrine de Saint-Simon, sotto la direzione di Michel Chevalier, egli percorre la Bretagna e la Vendea per predicare le idee sansimoniane. Durante lo scisma del 1831, che vede l'uscita dei sansimoniani repubblicani, rompe con Prosper Enfantin come i suoi amici Hippolyte Carnot e Jean Reynaud.

### L'inizio della carriera
Inizia nel 1833 con Le Magasin pittoresque, settimanale illustrato lanciato dal tipografo sansimoniano Lachevardière sul modello del Penny Magazine inglese, une fruttuosa carriera di direttore di pubblicazioni. Infaticabile direttore di questa prima rivista popolare illustrata fino al 1888, egli riuscì a mobilitare per la causa dell'istruzione e del "divertimento utile" non soltanto i suoi amici sansimoniani, ma anche scienziati e scrittori noti. Per più di cinquant'anni gli articoli non sono firmati, ma si sa per esempio che George Sand vi ha saltuariamente contribuito o che Camille Flammarion vi ha fatto le sue prime esperienze di volgarizzatore nel 1864, all'età di 22 anni. Persuaso che l'illustrazione sia indispensabile per la comprensione e per il piacere egli è all'origine del rinnovamento dell'incisione su legno in Francia e ha favorito gli inizi della carriera di numerosi illustratori di fama.
Édouard Charton è all'origine nel 1843 con Joanne, Paulin e Dubochet del lancio de l'Illustration, altro settimanale di successo, di cui lascia rapidamente la direzione.
Alla caduta di Luigi Filippo nel febbraio del 1848 è chiamato al segretariato generale del Ministero dell'Istruzione pubblica dal suo amico Hippolyte Carnot, ministro del governo provvisorio. Deputato dell'Yonne poi Consigliere di Stato, egli protesta contro il colpo di Stato del 2 dicembre 1851, prima di dimettersi dalle sue funzioni. Il suo atteggiamento in occasione di questi avvenimenti è riportato da Victor Hugo in Histoire d'un crime. Sotto il Secondo Impero, Charton si presenta senza successo come candidato dell'opposizione democratica a Sens, nel 1857 e nel 1863.

### Gli ultimi anni
Dopo aver pubblicato i quattro volumi de l'Histoire des voyageurs anciens et modernes, si interessa ai racconti dei viaggiatori contemporanei e lancia la rivista Le Tour du Monde che segna i suoi inizi in Hachette. Questa rivista di successo è seguita dal lancio nel 1864 di la Bibliothèque des Merveilles, collezione di operette di volgarizzazione. Anche qui Charton sa convincere per assicurarsi la collaborazione dei migliori specialisti (‘uomini speciali’). Nel 1862 pubblica con Bordier una Histoire de la France illustrée, salutata in termini elogiativi per la scelta delle sue illustrazioni nel bollettino della biblioteca dell'École des Chartes. La caduta dell'Impero segna il suo ritorno alla politica.
Il 6 settembre 1870 è nominato prefetto della Seine-et-Oise dal governo di difesa nazionale. Eletto repubblicano dell'Yonne nel febbraio 1871, siede all'Assemblea nazionale. A partire dal 1876, rappresenta senza interruzione, fino alla sua morte nel 1890, il suo dipartimento di origine al Senato. I suoi interventi nelle assemblee sono tutti contraddistinti dallo scrupolo di promozione del popolo attraverso l'educazione e l'istruzione. Egli sottolinea l'importanza dell'insegnamento artistico e difende l'idea di una politica culturale. Partecipa alla creazione del museo di etnografia del Trocadéro, antico museo dell'uomo. Stabilitosi a Versailles nel 1863, vi fonda una biblioteca popolare nel 1864. Membro corrispondente dell'Institut de France dal 1867, è eletto nel 1876 all'Académie des Sciences morales et politiques al posto lasciato vacante per la morte di Casimir-Périer. La città di Sens ha dato, lui ancora in vita nel 1888, il suo nome alla via dove si trova la sua casa natale. I suoi concittadini di Versailles lo hanno onorato dando il suo nome a una via della città e dedicandogli un busto nell'atrio del municipio.